# Docalidia lobata
Docalidia lobata är en insektsart som beskrevs av Nielson 1982. Docalidia lobata ingår i släktet Docalidia och familjen dvärgstritar. Inga underarter finns listade i Catalogue of Life.